# Awonou
Awonou est l'un des huit arrondissements de la commune d'Adjohoun dans le département de l'Ouémé au Bénin.ADJE

## Géographie
L'arrondissement de Awonou est situé au sud-est du Bénin et compte 4 villages que sont Abidomey, Assigui, Awonou et Siliko.

## Démographie
Selon le recensement de la population de 2013 conduit par l'Institut national de la statistique et de l'analyse économique (INSAE), Awonou compte 5781 habitants .